# Agdistis endrodyi
Agdistis endrodyi là một loài bướm đêm thuộc họ Pterophoridae. Nó được tìm thấy ở Nam Phi (Tây Cape).
Sải cánh dài 20–30 mm. Con trưởng thành bay vào tháng 10.